# Alpheopsis
Alpheopsis – rodzaj krewetek z rodziny Alpheidae, zamieszkujący wschodnie obszary Pacyfiku.
Należą tu gatunki:

- Alpheopsis aequalis Coutière, 1897
- Alpheopsis africana Holthuis, 1952
- Alpheopsis allanhancocki Wicksten, 1992
- Alpheopsis azorica Anker, d’Udekem d’Acoz et Poddoubtchenko, 2005
- Alpheopsis biunguiculata Banner, 1953
- Alpheopsis chalciope de Man, 1910
- Alpheopsis chilensis Coutière, 1897
- Alpheopsis cortesiana Wicksten et Hendrickx, 1986
- Alpheopsis diabolus Banner, 1956
- Alpheopsis equalis
- Alpheopsis equidactylus (Lockington, 1877)
- Alpheopsis garricki Yaldwyn, 1971
- Alpheopsis harperi Wicksten, 1984
- Alpheopsis idiocarpus Coutière, 1908
- Alpheopsis labis Chace, 1972
- Alpheopsis shearmii (Alcock et Anderson, 1899)
- Alpheopsis tetrarthri Banner, 1956
- Alpheopsis trigona (Rathbun, 1901)
- Alpheopsis trispinosa (Stimpson, 1860)
- Alpheopsis undicola Banner et Banner, 1973
- Alpheopsis vietnamensis Tiwari, 1964
- Alpheopsis yaldwyni Banner et Banner, 1973